# أوتو داهل (مهندس)
أوتو داهل هو مهندس نرويجي، ولد في 9 يونيو 1864، وتوفي في 1938.